# The Urethra Chronicles
The Urethra Chronicles é um vídeo da banda estadunidense Blink-182, lançado dia 30 de novembro de 1999 em VHS e dia 2 de maio de 2000 em DVD.

## Conteúdo[2]

### Videoclipes
1. "Dammit"
2. "Josie"
3. "What's My Age Again?"
4. "All the Small Things"
5. "Adam's Song"

### Performances ao vivo
1. "What's My Age Again?"
2. "All the Small Things"

### Bônus
- Entrevistas com Tom DeLonge, Mark Hoppus e Travis Barker
- Galeria de fotos
- Uma hidden track no menu principal (não contém na versão editada do vídeo)